# Seiobo där nere
Seiobo där nere (ungerska: Seiobo járt odalent) är en roman från 2008 av den ungerske författaren László Krasznahorkai. Den har ett episodiskt berättande och handlar om konstnärer från olika tider och platser, vissa av dem är historiska personer medan andra är uppdiktade. Kopplingen mellan dem är den japanska gudinnan Seiobo som dyker upp vid olika tillfällen i romanen. Bokens 17 kapitel är numrerade efter Fibonaccis talföljd, och börjar med 1 och slutar med 2584. Boken gavs ut på svenska i översättning av Daniel Gustafsson i oktober 2017.